# Campionat d'Europa de madison masculí
|  | Aquest article és sobre la competició masculina. Per a la competició femenina, vegeu Campionat d'Europa de madison femení |

El Campionat d'Europa de madison és el campionat europeu de la disciplina de Madison organitzat anualment per la UEC.
Es porta disputant des del 1949 i des del 2010 estan dins els Campionats d'Europa de ciclisme en pista.

## Pòdiums dels Guanyadors
| Proves   | Or                                        | Plata                                       | Bronze                                                |
| 1949     | Gerrit Boeijen · Gerrit Schulte           | Achiel Bruneel · Camiel Dekuysscher         | Reginald Arnold · Alfred Strom                        |
| 1950     | Gerrit Peters · Gerrit Schulte            | Achiel Bruneel · Guy Lapébie                | Armin von Büren · Hugo Koblet                         |
| 1951     | Valère Ollivier · Albert Sercu            | Gerrit Peters · Gerrit Schulte              | Ernest Thyssen · Albert Ramon                         |
| 1952     | Jean Le Nizerhy · Roger Reynes            | Reginald Arnold · Alfred Strom              | Roger Godeau · Raymond Goussot                        |
| 1953     | Armin von Büren · Hugo Koblet             | Gerrit Peters · Gerrit Schulte              | Achiel Bruneel · Arsene Rijckaert                     |
| 1954     | Armin von Büren · Hugo Koblet             | Gerrit Peters · Gerrit Schulte              | Achiel Bruneel · Lucien Acou                          |
| 1955 (1) | Dominique Forlini · Georges Senfftleben   | Walter Bucher · Jean Roth                   | Joseph Debeuckelaer · Arsene Rijckaert                |
| 1955 (2) | Piet Haan · Jan Plantaz                   | Gerrit Peters · Gerrit Schulte              | Reginald Arnold · Sid Patterson                       |
| 1957     | Reginald Arnold · Ferdinando Terruzzi     | Joseph Debeuckelaer · Arsene Rijckaert      | Evan Klamer · Kay Werner Nielsen                      |
| 1958     | Emile Severeyns · Rik Van Steenbergen     | Emile Carrara · Georges Senfftleben         | Dominique Forlini · Pierre Brun                       |
| 1959     | Emile Severeyns · Rik Van Steenbergen     | Palle Lykke · Kay Werner Nielsen            | Peter Post · Gerrit Schulte                           |
| 1960     | Emile Severeyns · Rik Van Steenbergen     | Fritz Pfenninger · Jean Roth                | Lucien Gillen · Oscar Plattner                        |
| 1961     | Emile Severeyns · Rik Van Steenbergen     | Sigi Renz · Günther Ziegler                 | Rudi Altig · Hans Junkermann                          |
| 1962     | Klaus Bugdahl · Fritz Pfenninger          | Peter Post · Rik Van Looy                   | Emile Severeyns · Rik Van Steenbergen                 |
| 1963     | Palle Lykke · Rik Van Steenbergen         | Peter Post · Willy Vannitsen                | Reginald Arnold · Emile Severeyns                     |
| 1964     | Peter Post · Fritz Pfenninger             | Klaus Bugdahl · Sigi Renz                   | Lucien Gillen · Peter Tiefenthaler                    |
| 1965     | Rudi Altig · Hans Junkermann              | Emile Severeyns · Rik Van Steenbergen       | Dieter Kemper · Horst Oldenburg                       |
| 1966 (1) | Klaus Bugdahl · Sigi Renz                 | Palle Lykke · Rik Van Steenbergen           | Ron Baensch · Fritz Pfenninger                        |
| 1966 (2) | Peter Post · Fritz Pfenninger             | Sigi Renz · Horst Oldenburg                 | Romain Deloof · Freddy Eugen                          |
| 1968 (1) | Dieter Kemper · Horst Oldenburg           | Freddy Eugen · Rolf Roggendorf              | Klaus Bugdahl · Patrick Sercu                         |
| 1968 (2) | Peter Post · Patrick Sercu                | Dieter Kemper · Horst Oldenburg             | Klaus Bugdahl · Fritz Pfenninger                      |
| 1969     | Eddy Merckx · Patrick Sercu               | Peter Post · Leo Duyndam                    | Klaus Bugdahl · Dieter Kemper                         |
| 1971 (1) | Wilfried Peffgen · Sigi Renz              | Peter Post · René Pijnen                    | Graeme Gilmore · Patrick Sercu                        |
| 1971 (2) | Klaus Bugdahl · Dieter Kemper             | Julien Stevens · Patrick Sercu              | Wilfried Peffgen · Sigi Renz                          |
| 1973 (1) | Wilfried Peffgen · Albert Fritz           | Klaas Balk · René Pijnen                    | Julien Stevens · Rik Van Linden                       |
| 1973 (2) | René Pijnen · Leo Duyndam                 | Jacky Mourioux · Alain Van Lancker          | Wilfried Peffgen · Albert Fritz                       |
| 1974     | René Pijnen · Patrick Sercu               | Graeme Gilmore · Dieter Kemper              | Sigi Renz · Roy Schuiten                              |
| 1976     | René Pijnen · Günter Haritz               | Donald Allan · Danny Clark                  | Klaus Bugdahl · Patrick Sercu                         |
| 1977     | Eddy Merckx · Patrick Sercu               | René Pijnen · Gert Frank                    | Wilfried Peffgen · Günter Haritz                      |
| 1978     | Gregor Braun · Patrick Sercu              | Danny Clark · Francesco Moser               | René Savary · Kim Gunnar Svendsen                     |
| 1979     | Donald Allan · Danny Clark                | René Pijnen · Francesco Moser               | Dietrich Thurau · Patrick Sercu                       |
| 1980     | René Pijnen · Michel Vaarten              | Patrick Sercu · Albert Fritz                | Heinz Betz · Günther Schumacher                       |
| 1981     | Hans-Henrik Ørsted · Gert Frank           | Roman Hermann · Horst Schütz                | Albert Fritz · Wilfried Peffgen                       |
| 1982     | René Pijnen · Patrick Sercu               | Gert Frank · Josef Kristen                  | Maurizio Bidinost · Pierangelo Bincoletto             |
| 1983     | Hans-Henrik Ørsted · Gert Frank           | Anthony Doyle · Gary Wiggins                | Henry Rinklin · Josef Kristen                         |
| 1984     | Anthony Doyle · Gary Wiggins              | Roman Hermann · Sigmund Hermann             | Henry Rinklin · Josef Kristen                         |
| 1985     | René Pijnen · Gert Frank                  | Anthony Doyle · Gary Wiggins                | Dietrich Thurau · Josef Kristen                       |
| 1987 (1) | Roman Hermann · Josef Kristen             | Etienne De Wilde · Stan Tourné              | René Pijnen · Gert Frank                              |
| 1987 (2) | Volker Diehl · Roland Günther             | Urs Freuler · Hans Rudi Maerki              | Roman Hermann · Sigmund Hermann                       |
| 1988     | Danny Clark · Anthony Doyle               | Volker Diehl · Roland Günther               | Roman Hermann · Hans Rudi Maerki                      |
| 1989     | Danny Clark · Anthony Doyle               | Bruno Holenweger · Daniel Wyder             | Marc Meilleur · Philippe Tarantini                    |
| 1990     | Pierangelo Bincoletto · Jens Veggerby     | Laurent Biondi · Philippe Tarantini         | Roland Günther · Carsten Wolf                         |
| 1995     | Kurt Betschart · Bruno Risi               | Pierangelo Bincoletto · Marco Villa         | Etienne De Wilde · Laurenzo Lapage                    |
| 1996     | Jimmi Madsen · Jens Veggerby              | Kurt Betschart · Bruno Risi                 | Andreas Kappes · Carsten Wolf                         |
| 1997     | Jimmi Madsen · Jens Veggerby              | Kurt Betschart · Bruno Risi                 | Etienne De Wilde · Frank Corvers                      |
| 1999     | Damien Pommereau · Robert Sassone         | Andreas Müller · Bernhard Waechter          | Martin Bláha · Jacub Lazar                            |
| 2000     | Matthew Gilmore · Etienne De Wilde        | Silvio Martinello · Marco Villa             | Kurt Betschart · Bruno Risi                           |
| 2001     | Matthew Gilmore · Etienne De Wilde        | Silvio Martinello · Marco Villa             | Kurt Betschart · Bruno Risi                           |
| 2002     | Danny Stam · Robert Slippens              | Kurt Betschart · Bruno Risi                 | Martin Liska · Jozef Zabka                            |
| 2003     | Andreas Kappes · Andreas Beikirch         | Danny Stam · Robert Slippens                | Kurt Betschart · Bruno Risi                           |
| 2004     | Alexander Aeschbach · Franco Marvulli     | Martin Liska · Jozef Zabka                  | Jens-Erik Madsen · Michael Smith Larsen               |
| 2005     | Matthew Gilmore · Iljo Keisse             | Martin Bláha · Petr Lazar                   | Konstantin Ponomarev · Aleksei Schmidt                |
| 2006     | Bruno Risi · Franco Marvulli              | Danny Stam · Peter Schep                    | Alois Kaňkovský · Petr Lazar                          |
| 2007     | Jens Mouris · Peter Schep                 | Aleksei Màrkov · Nikolai Trússov            | Ivan Kovaliov · Aleksei Schmidt                       |
| 2008     | Iljo Keisse · Kenny De Ketele             | Casper Jørgensen · Michael Mørkøv           | Ivan Kovaliov · Serguei Kolésnikov                    |
| 2009     | Roger Kluge · Robert Bartko               | Aleksei Schmidt · Serguei Kolésnikov        | Danny Stam · Peter Schep                              |
| 2010     | Txèquia · Martin Bláha · Jiří Hochmann    | Bèlgica · Kenny De Ketele · Tim Mertens     | Ucraïna · Mykhaylo Radionov · Sergiy Lagkuti          |
| 2011     | Bèlgica · Kenny De Ketele · Iljo Keisse   | Suïssa · Claudio Imhof · Cyrille Thièry     | França · Vivien Brisse · Morgan Kneisky               |
| 2012     | Txèquia · Martin Bláha · Jiří Hochmann    | Rússia · Artur Ierxov · Valeri Kaikov       | Itàlia · Angelo Ciccone · Elia Viviani                |
| 2013     | Itàlia · Elia Viviani · Liam Bertazzo     | Espanya · David Muntaner · Albert Torres    | Bèlgica · Kenny De Ketele · Gijs Van Hoecke           |
| 2014     | Àustria · Andreas Graf · Andreas Müller   | Bèlgica · Kenny De Ketele · Otto Vergaerdre | França · Morgan Kneisky · Vivien Brisse               |
| 2015     | Espanya · Sebastián Mora · Albert Torres  | Rússia · Mikhail Radionov · Andrey Sazanov  | França · Morgan Kneisky · Bryan Coquard               |
| 2016     | Espanya · Sebastián Mora · Albert Torres  | França · Morgan Kneisky · Benjamin Thomas   | Bèlgica · Kenny De Ketele · Moreno De Pauw            |
| 2017     | França · Florian Maitre · Benjamin Thomas | Dinamarca · Niklas Larsen · Casper Pedersen | Polònia · Wojciech Pszczolarski · Daniel Staniszewski |